# Empalot (metropolitana di Tolosa)
Empalot è una stazione della metropolitana di Tolosa, inaugurata il 30 giugno 2007. È dotata di una banchina a 9 porte e perciò non può accogliere treni composti da più di due vetture.

## Architettura

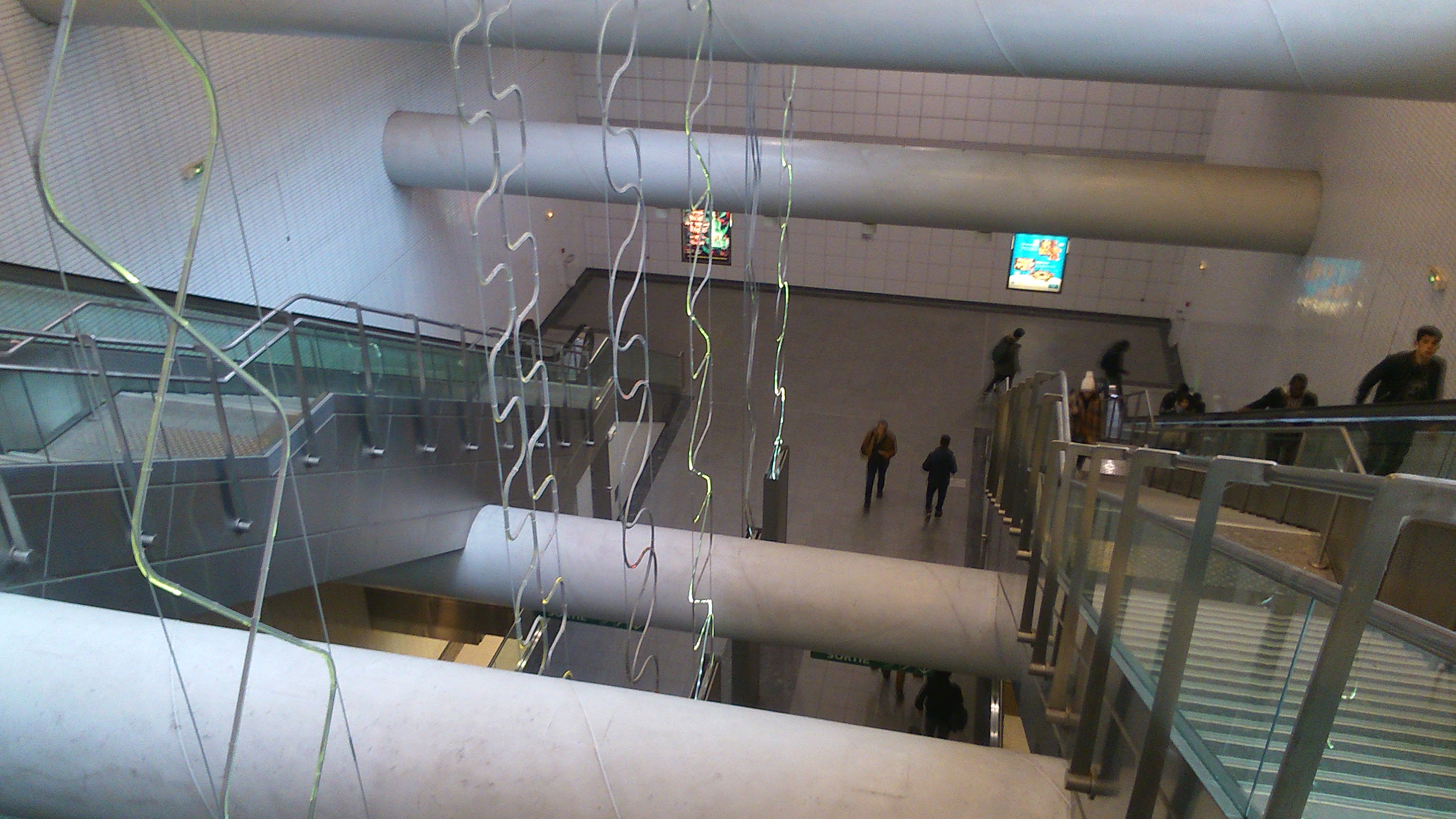
L'opera di Empalot

L'opera d'arte all'interno della stazione è realizzata da Alain Dezeuze. Essa consiste in spirali di fibra di vetro colorate su sei supporti. L'opera si intitola Échelles ADN 1,2,3,4,5,6.

## Servizi
La stazione dispone di:
- Biglietteria automatica
- Scale mobili